# Palais impérial de Boulogne-sur-Mer
Le palais impérial de Boulogne-sur-Mer, aussi appelé Hôtel Desandrouin, ou plus rarement Hôtel des Androuins, est un immeuble situé dans la ville fortifiée de Boulogne-sur-Mer.

## Histoire
L'hôtel est construit en 1777 pour le vicomte François-Joseph-Théodore Desandrouin, sur les plans de l'architecte Giraud Sannier. 
Au début du XIXe siècle, la demeure est pris comme siège de l'État-major de la Grande Armée. Le premier consul puis empereur Napoléon Bonaparte y séjourne en 1803, en 1810 (avec l'impératrice Marie-Louise d'Autriche) et en 1811,. Le tsar Alexandre Ier de Russie y habite également.
À partir de 1998, une partie du bâtiment est occupée par la maison de la recherche en sciences humaines de l'Université du Littoral-Côte-d’Opale, jusqu'à son déplacement en 2014 à côté du centre universitaire Saint-Louis. 
Aujourd'hui, le palais abrite encore le cabinet de travail et la chambre à coucher de Napoléon. Le site, restauré et meublé selon l'époque, est fermé au public sauf lors des journées du patrimoine et des visites guidées de l'été. La ville a pour projet d'en faire un musée consacré aux épopées napoléoniennes à Boulogne, et ainsi de créer un parcours touristique du patrimoine Napoléonien avec la Colonne de la Grande Armée, le mémorial de la Légion d'honneur du boulevard Sainte-Beuve et le château de Pont-de-Briques.

## Architecture
Le palais, de style néo-classique, présente une façade à deux niveaux couronnée par un fronton.

## Classement et protection
Il est inscrit « monument historique » par arrêté du 20 septembre 1946 et classé par arrêté du 27 juin 1984. 
Sont protégés : Toitures sur rues et place (cad. AB 158), façades sur rues ; escalier avec sa cage décorée ; pièces du premier étage avec leur décor : salle à manger, chambre à coucher et petit cabinet ; cheminées du deuxième étage (cad. AB 158).